# Коровья (приток Васюгана)
Коровья — река в России, протекает по Каргасокскому району Томской области, приток Васюгана. Устье реки находится в 896 км по левому берегу реки Васюган. Длина реки Коровьей составляет 41 км.

## Данные водного реестра
По данным государственного водного реестра России относится к Верхнеобскому бассейновому округу, водохозяйственный участок реки — Васюган, речной подбассейн реки — бассейны притоков Оби (верхней) от Кети до Васюгана. Речной бассейн реки — Обь (верхняя) до впадения Иртыша.
Код объекта в государственном водном реестре — 13010800112115200029755.